# Zentralinstitut für Genetik und Kulturpflanzenforschung
Das Zentralinstitut für Genetik und Kulturpflanzenforschung, bis 1969 Institut für Kulturpflanzenforschung, war ein von 1945 bis 1991 bestehendes außeruniversitäres Forschungsinstitut, das als Akademieinstitut zur Forschungsgemeinschaft der Akademie der Wissenschaften der DDR (AdW) gehörte. Es hatte seinen Sitz in Gatersleben, zur damaligen Zeit im Bezirk Magdeburg der Deutschen Demokratischen Republik (DDR) und seit 1990 im Bundesland Sachsen-Anhalt. Gründungsdirektor war der Genetiker und Züchtungsforscher Hans Stubbe, der das Institut bis zu seiner Emeritierung im Jahr 1969 leitete. Hauptaufgabe des Instituts war die biochemische, molekularbiologische und genetische Forschung an Kulturpflanzen, das Institut betrieb darüber hinaus eine bis in die Gegenwart bestehende Saatgutbibliothek (Genbank) für entsprechende Pflanzensorten. Als Nachfolgeeinrichtung entstand nach der deutschen Wiedervereinigung das heutige Leibniz-Institut für Pflanzengenetik und Kulturpflanzenforschung.

## Geschichte

### Organisatorische Entwicklung

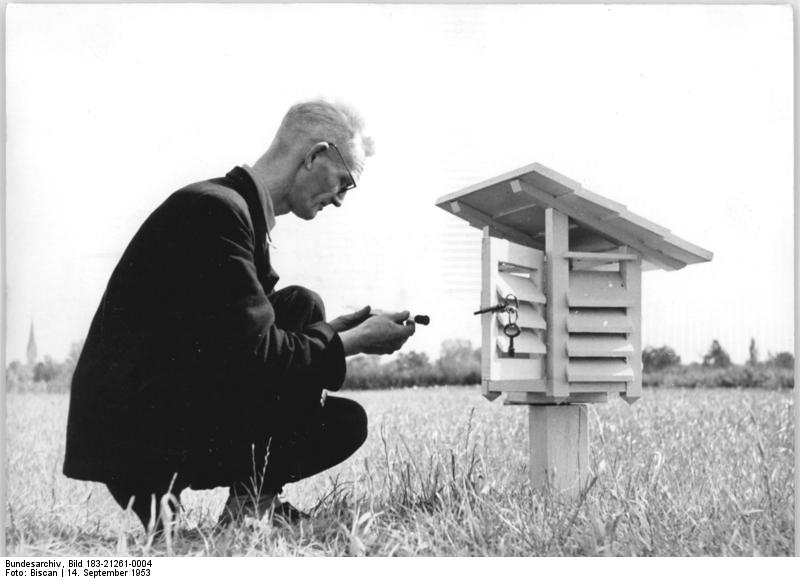
Arbeiten auf einem Versuchsfeld des Instituts, 1953

Das Zentralinstitut für Genetik und Kulturpflanzenforschung entstand 1945 in Gatersleben unter dem Namen „Institut für Kulturpflanzenforschung“ und war die Nachfolgeeinrichtung des Kaiser-Wilhelm-Instituts für Kulturpflanzenforschung, das während des Zweiten Weltkrieges in Wien-Tuttenhof gegründet worden war. Es war nach deren Wiedereröffnung zunächst der Universität Halle-Wittenberg angegliedert und wurde 1948 als Akademieinstitut der Forschungsgemeinschaft der Deutschen Akademie der Wissenschaften zu Berlin zugeordnet, aus der 1972 die Akademie der Wissenschaften der DDR (AdW) hervorging.
Die Mitarbeiter des Instituts leisteten in den 1950er Jahren unter der Leitung von Hans Stubbe wichtige Beiträge zur Widerlegung der wissenschaftlich unhaltbaren Ansichten des sowjetischen Biologen Trofim Denissowitsch Lyssenko zur Vererbung erworbener Eigenschaften. Dies trug dazu bei, dass der Lyssenkoismus in der DDR keine schwerwiegenden personellen und materiellen Folgen hatte und anders als in der Sowjetunion nicht zu einem Stillstand der biologischen Wissenschaften führte. Ab 1953 gab das Institut die Fachzeitschrift „Die Kulturpflanze“ heraus. Es gehörte ab 1971 zum Forschungszentrum für Molekularbiologie und Medizin der AdW, dem Zusammenschluss der biowissenschaftlich und medizinisch orientierten Institute der Akademie, und nahm innerhalb dieses Verbundes eine koordinierende Rolle ein.
Im Jahr 1982 bestanden Abteilungen beziehungsweise Laboratorien für Bakteriengenetik, Zytogenetik, Genwirkung, Somatische Zellgenetik, Entwicklungsbiologie der Säuger, Eiweißstoffwechsel, Mutantenstoffwechsel, Ertragsbildung, Mathematisch-Physikalische Methoden, Serologie, Angewandte Genetik, Taxonomie und Evolution sowie Zell- und Gewebekultur. Darüber hinaus existierte ein Mutagenitäts-Testlaboratorium, ein Isotopenlaboratorium, eine Arbeitsgruppe für Elektronenmikroskopie, eine Abteilung für Information und Dokumentation mit Bibliothek sowie die Genbank der Kulturpflanzen als selbstständige Abteilung.

### Aufgaben und Aktivitäten
Hauptaufgabe des Zentralinstituts für Genetik und Kulturpflanzenforschung war die Erkundungs-, Züchtungs- und Grundlagenforschung an Kulturpflanzen in den Bereichen Genetik, Zytologie, Phylogenese und Taxonomie sowie Biophysik und Biochemie. Forschungsschwerpunkte waren die Mutagenitätsforschung, die genetische Transformation bei höheren Pflanzen, die Klonierung und funktionelle Charakterisierung von Genen, die Anwendung von Methoden der Zell- und Gewebekultur zur Pflanzenzüchtung sowie die Untersuchung der biochemischen, molekularbiologischen und genetischen Grundlagen der Photosynthese in Kulturpflanzen und der Regulation der Biosynthese ausgewählter Proteine. Weitere Aktivitäten betrafen die Erarbeitung einer Saatgutbibliothek (Genbank) für Kulturpflanzen sowie Aspekte der Humangenetik und der Züchtung von Tieren. Das Institut hatte 1989 etwa 500 Mitarbeiter, darunter 95 Wissenschaftler.
In der DDR baute das Institut eine ansehnliche Sammlung von Werken bildender Künstler der DDR auf.

### Direktoren
Direktor des Instituts von der Gründung bis 1969 war der Genetiker und Züchtungsforscher Hans Stubbe. Die Umgestaltung zum Zentralinstitut für Genetik und Kulturpflanzenforschung erfolgte im Dezember 1969 mit der Berufung von Helmut Böhme als Nachfolger von Stubbe, im Jahr 1983 übernahm Dieter Mettin die Leitung. Nach der politischen Wende in der DDR wurde Anfang Mai 1990 Klaus Müntz Direktor des Instituts, das im gleichen Jahr umbenannt wurde in „Institut für Genetik und Kulturpflanzenforschung“.

## Nachfolgeeinrichtung
Nachfolgeeinrichtung des Zentralinstituts für Genetik und Kulturpflanzenforschung nach der im Einigungsvertrag vereinbarten Auflösung der AdW-Institute zum Ende des Jahres 1991 wurde das zum Januar 1992 neugegründete „Institut für Pflanzengenetik und Kulturpflanzenforschung“ als Einrichtung der Blauen Liste, das 2006 den Namen Leibniz-Institut für Pflanzengenetik und Kulturpflanzenforschung erhielt und unter anderem auch die Genbank des ehemaligen Zentralinstituts weiterführt.